# 男大空
男大空（おとこおおぞら）為日本漫畫，1980年－1982年於週刊少年Sunday連載。歸類青少年漫畫的男組，原作是雁屋哲，畫作則由池上遼一擔綱。與「男組」不同，男大空不再強調武術描繪，更加探討正義理念與無政府國家權力的探討，人物更加誇飾。
男大空除了在日本本地出版外，也以其他語言出版。例如在台灣，1981年即由東立出版社前身以盜版方式出版，1993年才正式由東立出版社取得版權。